# Жасыл
Жасы́л (каз. Жасыл) — село в Бурабайском районе Акмолинской области Казахстана. Входит в состав сельского округа Атамекен. Код КАТО — 117055400.

## География
Село расположено в юго-восточной части района, на расстоянии примерно 16 километров (по прямой) к юго-востоку от административного центра района — города Щучинск, в 8 километрах к северу от центра сельского округа — аула Атамекен.
Абсолютная высота — 385 метров над уровнем моря.
Через село проходит Трансказахстанская железнодорожная магистраль, имеется станция. Западнее — автомобильная дорога республиканского значения — А-1 «Астана — Петропавловск».

## Население
В 1989 году население села составляло 435 человек (из них казахи — 79%).
В 1999 году население села составляло 523 человека (258 мужчин и 265 женщин). По данным переписи 2009 года, в селе проживало 459 человек (250 мужчин и 209 женщин).
| Численность населения | Численность населения | Численность населения |
| 1989                  | 1999                  | 2009                  |
| --------------------- | --------------------- | --------------------- |
| 435                   | ↗523                  | ↘459                  |

## Улицы[5]
- ул. Железнодорожная
- ул. Лесная
- ул. Школьная
- ул. Элеваторная